# Lissoir (instrument)

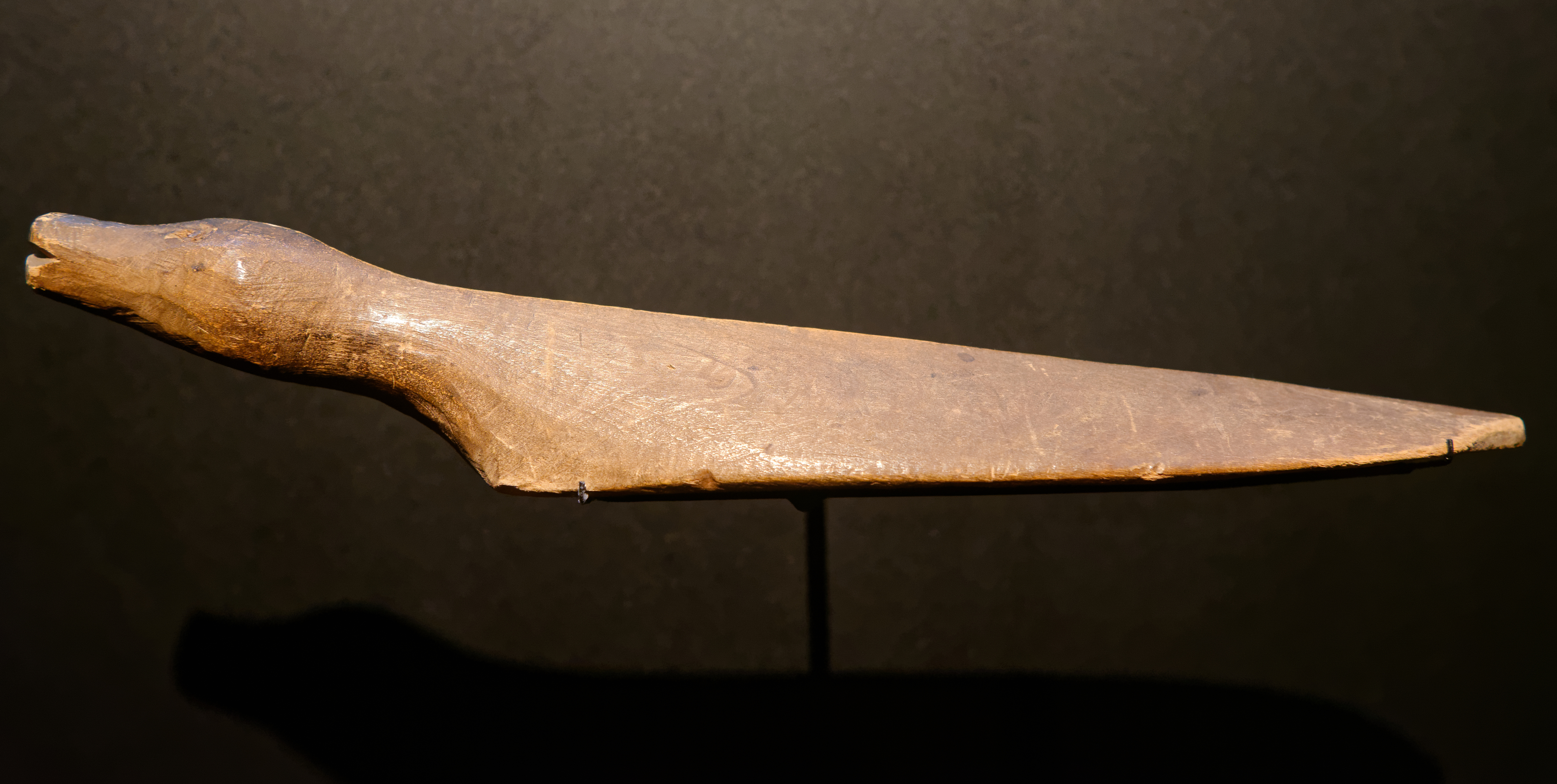
Lissoir zoomorphe pour peaux de saumon.
Peuple nivkh, bassin de l'Amour, fédération de Russie. Musée du Quai Branly - Jacques-Chirac

Un lissoir est un instrument de verre, de marbre, d’ivoire, ou d’autre matière dure, avec lequel on lisse le cuir, le linge, le papier, etc.

## Utilisation
Un lissoir peut servir à préparer des peaux de bête, repasser le linge, lisser le papier, le papyrus, poncer le bois, etc.

## Préhistoire
Les lissoirs apparaissent en Europe à la fin du Paléolithique moyen et persistent tout au long de l'Aurignacien et du Paléolithique supérieur.
En 2013 ont été publiées conjointement les découvertes de deux équipes de recherche travaillant sur deux sites voisins de Dordogne, la première de trois lissoirs néandertaliens en os provenant de l'abri Peyrony (à Saint-Avit-Sénieur), et la seconde d'un lissoir de même facture provenant de la grotte de Pech-de-l'Azé I (à Carsac-Aillac). Ces outils diffèrent des outils en os connus jusque-là sur des sites néandertaliens, et sont en revanche comparables aux lissoirs trouvés sur des sites plus tardifs attribués à l'Homme moderne. Ces vestiges sont datés aux alentours de 50 000 ans avant le présent, ce qui ne permet pas de savoir à ce stade si une espèce aurait pu éventuellement transmettre son savoir-faire à l'autre. Le lissoir fait toujours partie de la panoplie actuelle des artisans travaillant le cuir. Les quatre lissoirs néandertaliens sont façonnés sur des côtes de cerf, dont la pointe, une fois polie, permettait de travailler la peau afin d'assouplir, de polir et de rendre le cuir plus résistant à l'eau.

Lissoirs en os
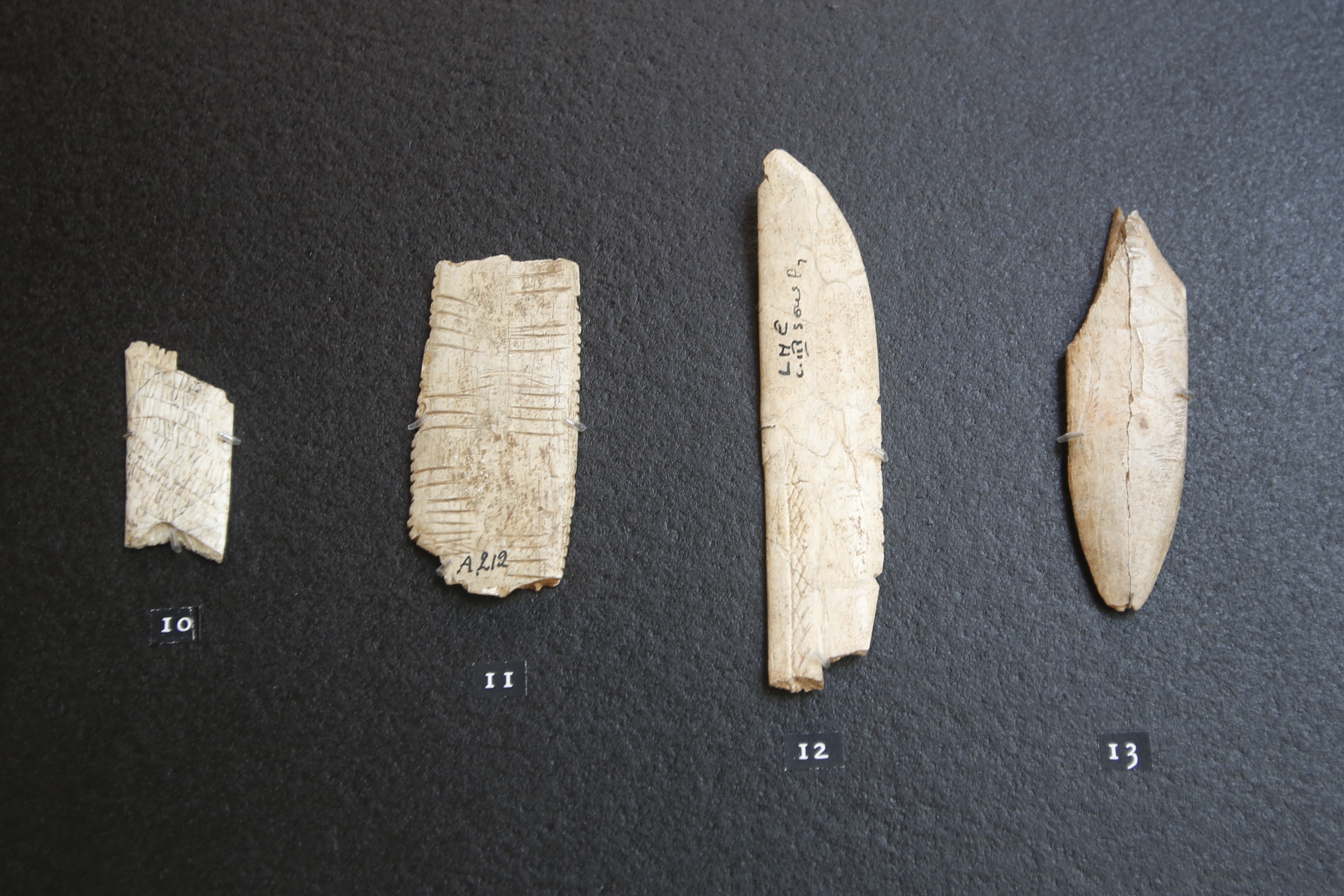
Fragments de lissoir décorées du Magdalénien. Musée national de Préhistoire, Les Eyzies-de-Tayac-Sireuil
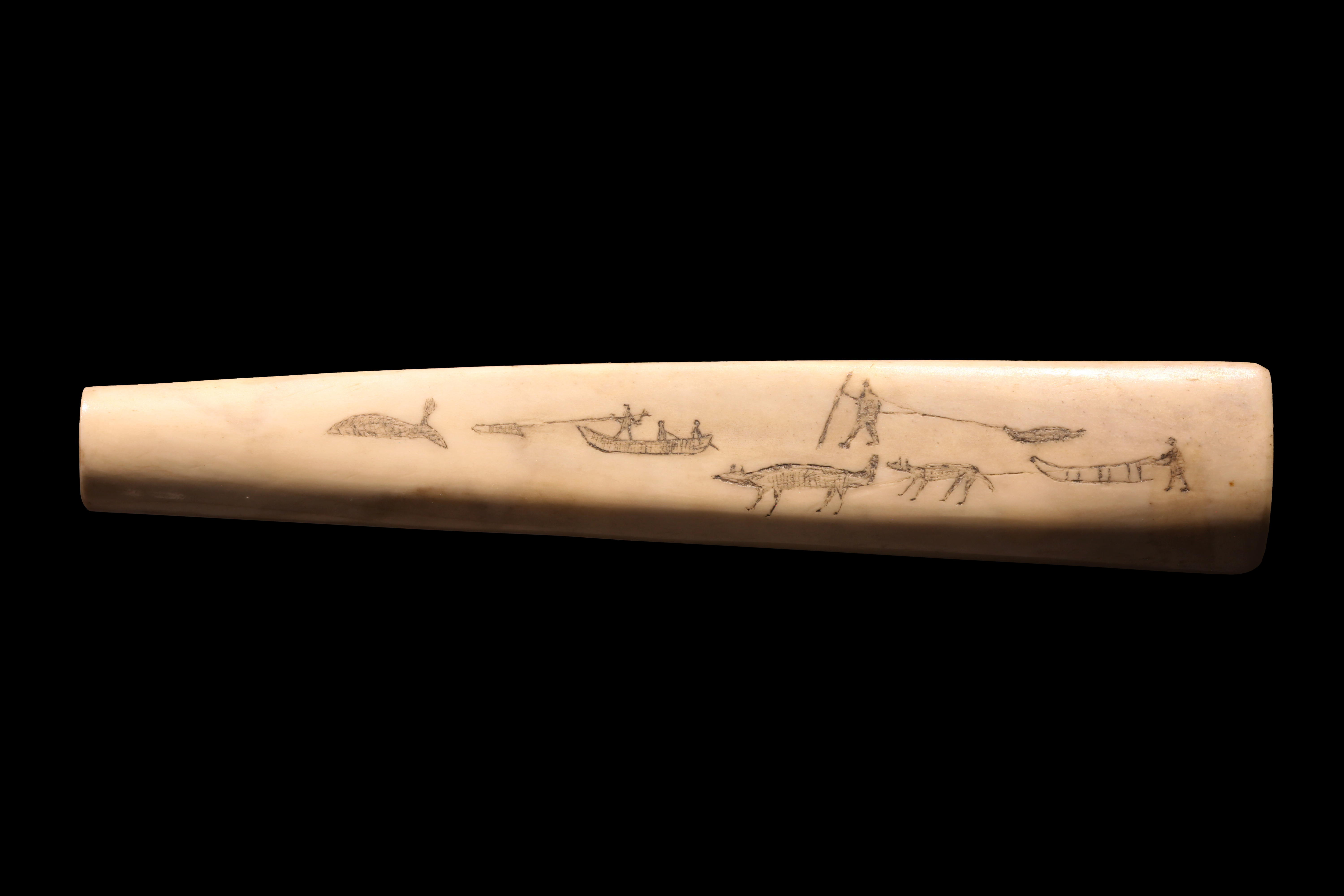
Lissoir en os inuit, début du XXe siècle. Musée d'ethnographie de Genève

Il existe aussi des lissoirs en bois de cerf.

Lissoirs en bois de cerf
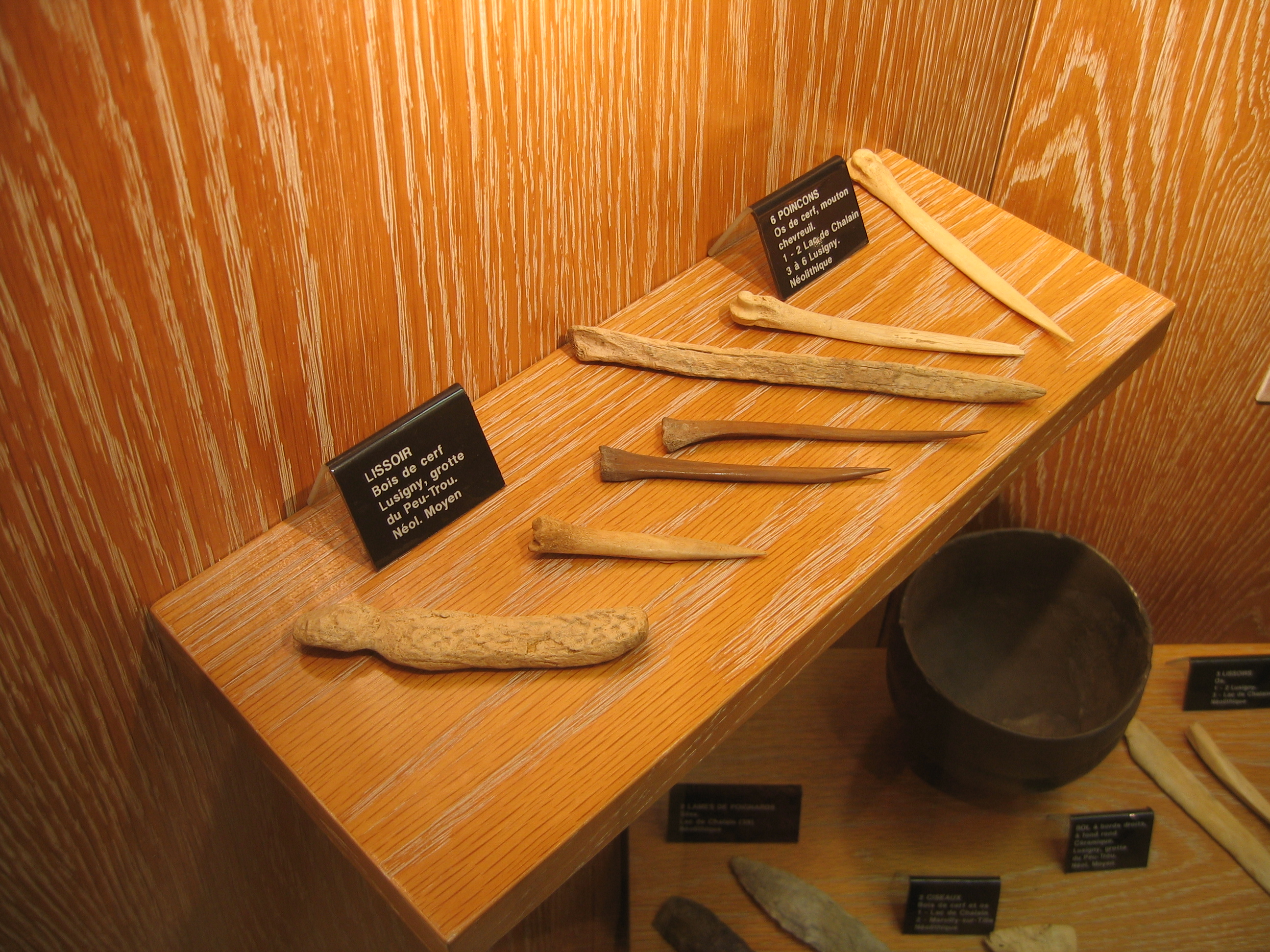
Lissoirs en bois de cerf et poinçons, trouvés à Lusigny, Néolithique moyen. Musée archéologique de Dijon
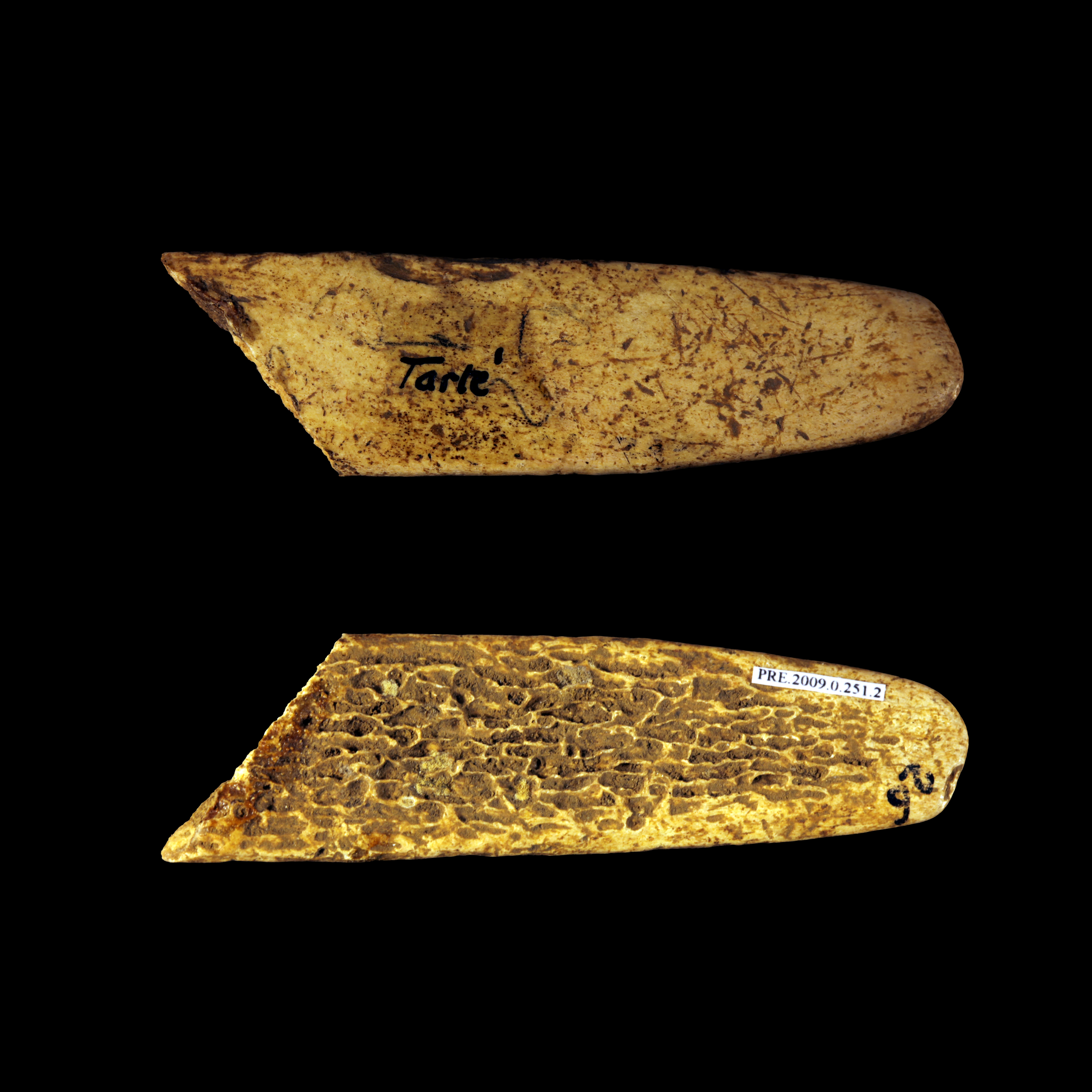
Grotte de Tarté, Cassagne. Gravettien

## Histoire
Le lissoir en verre est un objet hémisphérique ressemblant à un gros galet.

Lissoirs en verre
Lissoir en verre trouvé dans le quartier dit des Chesnats, où des fouilles préventives ont découvert un village du haut Moyen Âge
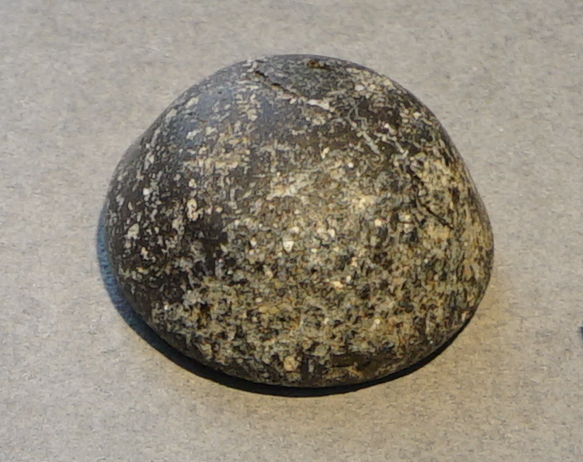
Lissoir exposé au Musée du vin de Champagne et d'Archéologie régionale
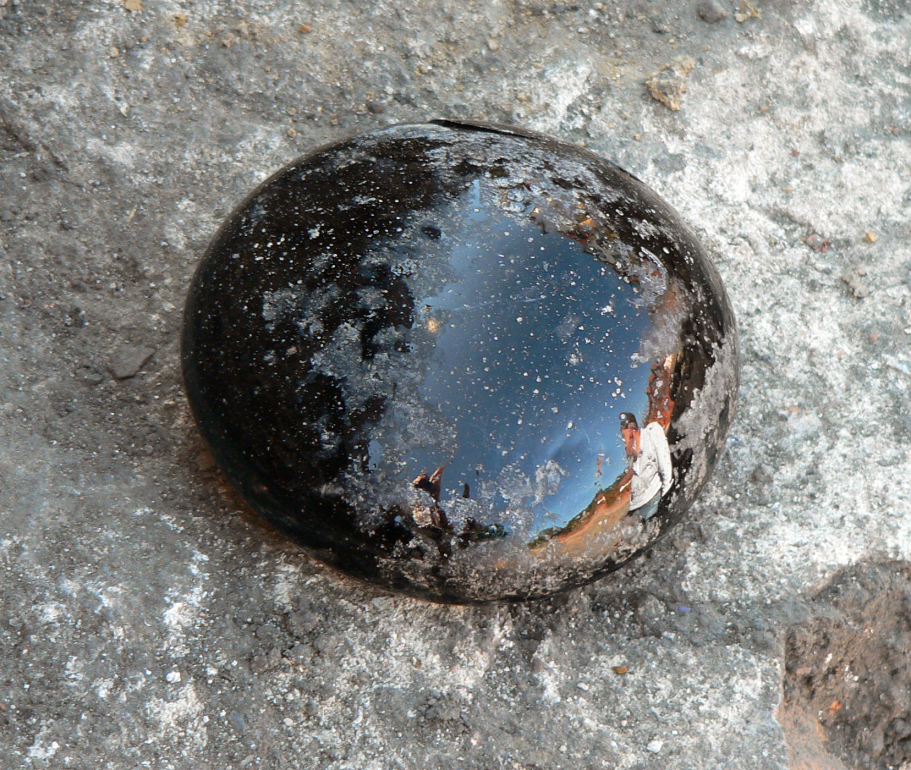
Un lissoir en verre (de) retrouvé à Glashütte Klein Süntel (en)
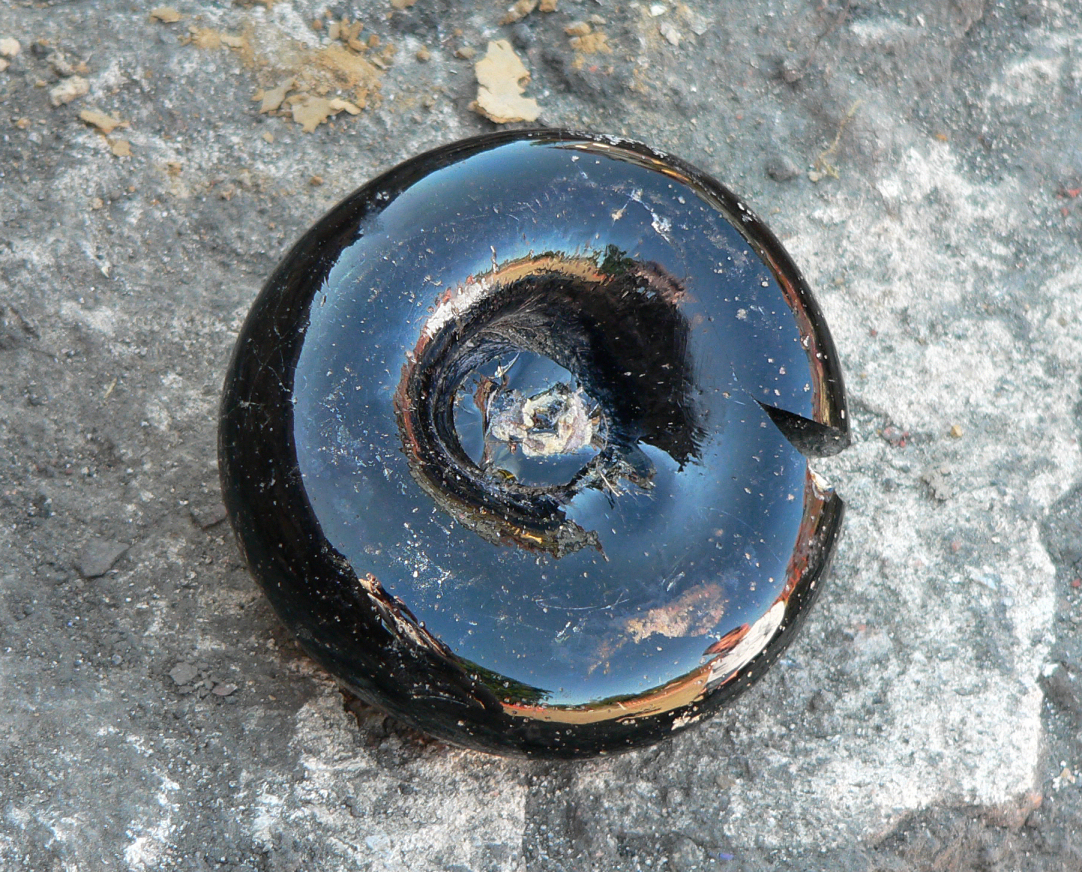
Verso du lissoir retrouvé à Glashütte Klein Süntel (en)

Au XIXe siècle, le Dictionnaire technologique, ou Nouveau dictionnaire universel des arts et métiers, et de l'économie industrielle et commerciale recense 13 métiers utilisant un lissoir.
Les lissoirs sont encore utilisés dans certains métiers du cuir comme la sellerie et la cordonnerie. Le créateur de masques Erhard Stiefel utilise encore un lissoir en os.